# Jachimowice
Jachimowice – wieś w Polsce położona w województwie świętokrzyskim, w powiecie sandomierskim, w gminie Samborzec.
| SIMC    | Nazwa   | Rodzaj    |
| ------- | ------- | --------- |
| 0806795 | Kolonia | część wsi |

W latach 1975–1998 miejscowość administracyjnie należała do województwa tarnobrzeskiego.
Przez miejscowość przebiega droga wojewódzka nr 758.

## Zabytki
Park dworski z  XIX w., wpisany do rejestru zabytków nieruchomych (nr rej.: A.712 z 19.12.1957).

## Dawne części wsi i obiekty fizjograficzne
W latach 70. XX wieku przyporządkowano i opracowano spis lokalnych części integralnych dla Jachimowic zawarty w tabeli 1.

| Nazwa wsi – miasta   | Nazwy części wsi – miasta | Nazwy obiektów fizjograficznych – charakter obiektu                                                                                                   |
| -------------------- | ------------------------- | --- |
| I. Gromada CHOBRZANY |                           | |
| 1. Jachimowice       | 1. Kolonie                | 1. Dworskie – pole 2. Kąty – pole 3. Na Plasce – pole 4. Piaśnica – pole, piaskownica 5. Przydatki – pole 6. Za Olszynami – pole 7. Zbiorowiec – pole |